# Veltwijckpark
Het Veltwijckpark is een park aan de Veltwijcklaan in de Antwerpse deelgemeente Ekeren. Het park is ongeveer 9 ha groot en grenst aan natuurgebied de Oude Landen. Het werd aangelegd in Engelse stijl, er zijn bloementuinen aangelegd, grasvelden en rond het kasteel Hof van Veltwijck ligt een slotgracht. Een oude beukendreef leidt via de poortgebouwen naar het kasteel. Aan de ingang van het park is in Villa Geniets het stadsloket gevestigd. In het park lag het voetbalstadion van Germinal Ekeren, maar als gevolg van klachten van de omwonenden werd het stadion in 2009 afgebroken.
In het park kan u ook de oudste 'liggende wip'-schuttersvereniging van het land terugvinden. Er is een speeltuin en in 2019 werd een skatepark aangelegd dat later verfraaid werd met graffiti. Het Veltwijckpark is ook de locatie voor lokale festiviteiten en evenementen zoals de Kasteelfeesten. 